# Aegotheliformes

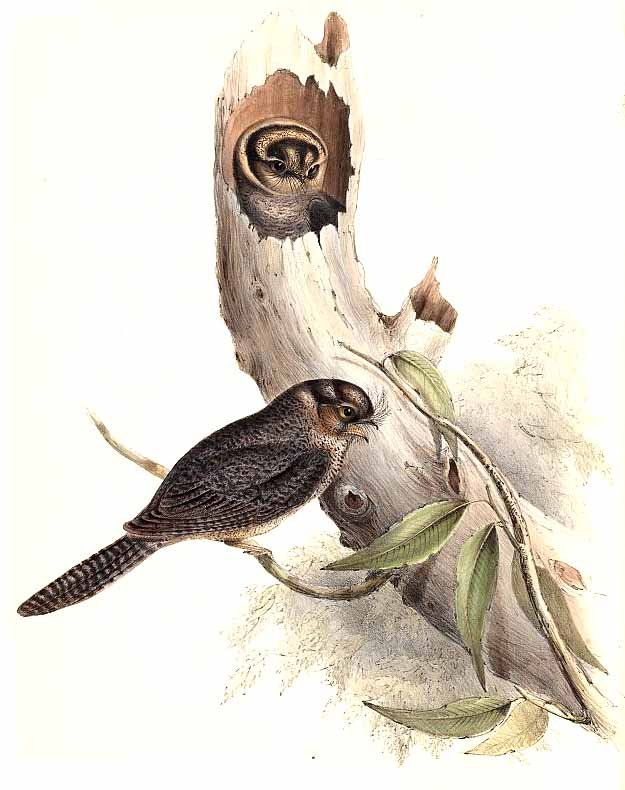
Aegotheles cristatus

Aegotheliformes este o grupă taxonomică de păsări care cuprinde familia Aegothelidae, care, după unii biologi aparține de Caprimulgiformes. Păsările din această grupă trăiesc în pădurile din Noua Guinee, Australia, Tasmania, Insulele Moluce și Noua Caledonie.

## Caractere morfologice
Păsările au un cap rotund, poziția corpului seamănă cu a cea bufniței, acestea fiind în schimb mai mici, având o lungime de 19 – 32 cm. Ochii sunt amplasați lateral, ciocul este scurt, puternic, înconjurat de vibrize. Picioarele în comparație cu talia sunt scurte. Penajul este pestriț cu dungi de culoare mai deschisă.

## Mod de viață
Păsările din această categorie sunt active noaptea sau seara, ele trăiesc în scorburi, sau ascunse în arbori. Duc o viață solitară, seara sau noaptea pornesc la vânătoare de insecte, păianjeni sau nevertebrate mici. Cuibăresc în scorburi, sau goluri săpate în maluri înalte. În cuibul căptușit cu frunze femela depune 3 - 5 ouă de culoare albă. Puii eclozionați sunt acoperiți de puf, nu se cunosc prea multe date despre reproducerea lor.

## Sistematică
|  | colibri (Trochilidae)                                          |
|  |                                                                |
|  | \| \| (Apodidae) \| \| \| \| \| \| (Hemiprocnidae) \| \| \| \| |
|  |                                                                |
|  | (Apodidae)                                                     |
|  |                                                                |
|  | (Hemiprocnidae)                                                |
|  |                                                                |

|  | (Apodidae)      |
|  |                 |
|  | (Hemiprocnidae) |
|  |                 |

|  | colibri (Trochilidae)                                          |
|  |                                                                |
|  | \| \| (Apodidae) \| \| \| \| \| \| (Hemiprocnidae) \| \| \| \| |
|  |                                                                |
|  | (Apodidae)                                                     |
|  |                                                                |
|  | (Hemiprocnidae)                                                |
|  |                                                                |

|  | (Apodidae)      |
|  |                 |
|  | (Hemiprocnidae) |
|  |                 |

|  | colibri (Trochilidae)                                          |
|  |                                                                |
|  | \| \| (Apodidae) \| \| \| \| \| \| (Hemiprocnidae) \| \| \| \| |
|  |                                                                |
|  | (Apodidae)                                                     |
|  |                                                                |
|  | (Hemiprocnidae)                                                |
|  |                                                                |

|  | (Apodidae)      |
|  |                 |
|  | (Hemiprocnidae) |
|  |                 |

|  | colibri (Trochilidae)                                          |
|  |                                                                |
|  | \| \| (Apodidae) \| \| \| \| \| \| (Hemiprocnidae) \| \| \| \| |
|  |                                                                |
|  | (Apodidae)                                                     |
|  |                                                                |
|  | (Hemiprocnidae)                                                |
|  |                                                                |

|  | (Apodidae)      |
|  |                 |
|  | (Hemiprocnidae) |
|  |                 |

## Specii
- (Aegotheles archboldi)
- (Aegotheles cristatus)
- (Aegotheles bennettii)
- (Aegotheles albertisi)
- (Aegotheles wallacii)
- (Aegotheles insignis)
- (Aegotheles crinifrons)
- (Aegotheles savesi)
- (Aegotheles tatei)